# David Abiker
David Abiker, född 11 februari 1969 i Suresnes i Frankrike, är en fransk radio- och televisionjournalist. Han utbildades vid Institut d'Études Politiques de Paris (i förkortning IEP) i Paris.

### Fotnoter
1. ↑  David Abiker - Resume (på franska), L'Express, läs online.[källa från Wikidata]
2. ↑  ”David Abiker -” (på franska). L'Express. Arkiverad från originalet den 12 juli 2012. https://archive.is/20120712195512/http://fiches.lexpress.fr/personnalite/david-abiker_30813. Läst 25 augusti 2017.
3. ↑  David Vigoureux, graduated in International Development, Sciences Po Careers.